# Mayo-Kani
Departament Mayo-Kani – departament w Regionie Dalekiej Północy w Kamerunie ze stolicą w Kaélé. Na powierzchni 5 033 km² żyje około 338,4 tys. mieszkańców.

## Gminy w departamencie Mayo-Kani
- Dziguilao
- Guidiguis
- Kaélé
- Mindif
- Moulvoudaye
- Moutourwa
- Touloum